# Homalostethus ochraceicollis
Homalostethus ochraceicollis är en insektsart som beskrevs av Schmidt 1910. Homalostethus ochraceicollis ingår i släktet Homalostethus och familjen spottstritar. Inga underarter finns listade i Catalogue of Life.